# Hesperophylum heidemanni
Hesperophylum heidemanni är en insektsart som beskrevs av Reuter och Bertil Robert Poppius 1912. Hesperophylum heidemanni ingår i släktet Hesperophylum och familjen ängsskinnbaggar. Inga underarter finns listade i Catalogue of Life.